# Мовчани (Хмельницький район)
Мовчани́ — село в Україні, у Щиборівській сільській громаді Хмельницького району Хмельницької області. Населення становить понад 200 осіб.

## Історія
У 1906 році село Красилівської волості Старокостянтинівського повіту Волинської губернії. Відстань від повітового міста 29 верст, від волості 7. Дворів 507, мешканців 2395.
Колишній орган місцевого самоврядування — Щиборівська сільська рада.

## Постаті
- Садовець Віктор Анатолійович (1965—2015) — молодший сержант Збройних Сил України, учасник російсько-української війни.